# Боец (телесериал)
«Бое́ц» — российский приключенческий телесериал, премьера которого состоялась в 2004 году.
«Бое́ц. Рождение легенды» — прямое продолжение проекта, одновременно являющееся его приквелом, премьера состоялась в 2008 году.

## Сюжет

### 1 сезон
История о морском пехотинце Максиме Паладине. Он был тяжело ранен, но выжил и стал выздоравливать от посттравматической энцефалопатии. Максим желал только мирной и тихой жизни со своей любимой Викой Варшавской (Анна Снаткина), но в жизни далеко не всё так гладко, как кажется на первый взгляд. Оказывается, что её отец, которого зовут Павел Варшавский, является обеспеченным человеком. У него есть свой бизнес в США. А на его родине есть те, которые хотят отобрать кусок наследства. Поэтому он приезжает в Россию. А Максим попадает за решётку из-за предательства своего лучшего друга и в этой среде должен показать, что он — настоящий боец.

### 2 сезон («Рождение легенды»)
История происходит за несколько лет до событий, описанных в первой части. В арестантском вагоне всё тот же Дед, вечный скиталец по тюрьмам и пересылкам, рассказывает малолеткам историю Странника, который, ограбив инкассаторскую машину, похитил миллион долларов. Бывалый пройдоха, «битый каторжанин», обожающий красиво, со смаком, приврать, описывает малолеткам эпические приключения суперменов криминального мира.

## Производство
Съёмки телесериала проводились в течение двух месяцев. Во время съёмок многие трюки Марьянов выполнял сам, без участия каскадёров; актёр признавал, что наиболее сложным был трюк в сцене со взрывом дома. Также Марьянов добавил, что играть роль персонажа, не произносящего каких-либо реплик, довольно сложно, так как необходимо использовать иные выразительные средства.
В качестве консультанта по тюремному быту был приглашён Фима Жиганец.
Премьерный показ первого сезона состоялся с 29 ноября по 16 декабря 2004 года. Всего вышло 12 эпизодов.
Премьерный показ второго сезона состоялся с 31 марта по 25 апреля 2008 года. В эфир вышло 14 новых серий.

## В ролях

### Герои (1 сезон)
- Дмитрий Марьянов (†) — Максим Иванович Паладин («Немой»), майор морской пехоты Тихоокеанского флота.
- Геннадий Венгеров (†) — Иван Вулканов («Вулкан»), кузнец
- Алёна Яковлева — Елизавета Романовна Карцева, следователь по особо важным делам Ростовской областной прокуратуры, младший советник юстиции.

### Герои (второй сезон)
- Константин Соловьёв — («Странник»).
- Юлия Рудина — Анжелика Фёдоровна Куренная, дочь «Бутафора».
- Александр Блок (†) — Леонид Азов.
- Рамиль Сабитов — Тагир Арсенов («Халиф»).
- Валерий Соловьёв — Александр Васильевич Карцев (†), следователь по особо важным делам Ростовской областной прокуратуры.
- Геннадий Венгеров (†) — Иван Вулканов («Вулкан»), кузнец.

### Антагонисты (1 сезон)
- Андрей И — Леонид Маратович Азов (†), начальник охраны Варшавского, директор охранного агентства «Кодекс».
- Рамиль Сабитов — Тагир Арсенов (†) («Халиф»), подручный Акеллы.
- Владислав Дёмин — Антон Сладко («Сладкий»), боксёр, заключённый.
- Александр Носик — Геннадий Темнов (†), майор морской пехоты Северного флота, однокурсник Паладина по военному училищу.

### Антагонисты (2 сезон)
- Сергей Удовик — Фёдор Матвеевич Куренной (†) («Бутафор»).
- Владимир Кошевой — Джеральд Фёдорович Куренной (†), сын «Бутафора».
- Владислав Дёмин — Антон Сладко («Сладкий»), боксёр.
- Сергей Греков (†) — Павел Варшавский, друг Акеллы.
- Александр Строев — Геннадий Темнов, профессиональный киллер.

### Остальные
- Александр Ильин — Лев Георгиевич Акулёнок («Акелла»), криминальный авторитет, друг детства Варшавского
- Анна Снаткина — Виктория Павловна Варшавская, жена Паладина, врач военного госпиталя.
- Вячеслав Шалевич (†) — «Дед», зэк-рассказчик
- Эдуард Марцевич (†) — «Костя Империал» (†), вор в законе
- Александр Пашутин — «Шнырь» (Сева Лир), зэк
- Юрий Шерстнёв (†) — Головин («Головня») (†), вор в законе, обиженный
- Шухрат Иргашев (†) — Гамид, положенец
- Владимир Литвинов — Семён Андреевич Тростников, деловой партнёр Варшавского, бывший работник прокуратуры.
- Сергей Греков — Павел Валерьянович Варшавский, отец Виктории (†), предприниматель, кандидат-физико-математических наук
- Вячеслав Гришечкин (†) — Герман (Гера) Станиславович Собецкий, адвокат, гей
- Владимир Гусев — Илья Денисович Горчицын, следователь по особо важным делам
- Евгений Серов — Сергей Витальевич («Кум»), начальник исправительной колонии «Барабанные палочки», майор
- Дарья Лузина — Соня, медсестра в больничном корпусе СИЗО
- Ирина Даниленко — Люба, бывшая сослуживица и подельница Темнова (†)
- Ян Цапник — Олег Васильевич Барабин, театральный режиссёр-зэк
- Алексей Ошурков — прапорщик на зоне
- Виктор Григорюк (†) — Соломин, заключённый
- Олег Васильков — замбугра, зэк
- Михаил Шашков — Пеклов, помощник Льва Акуленка
- Сергей Власов — Игорь Михайлович Сивкин, начальник оперативно-режимной части, подполковник
- Александр Соловьёв — «Блаженный», арестант, всё время повторяющий «Таня, моя Таня!»
- Александр Чмелёв (†) — «Лис» (†), зэк
- Елена Серова — Тамара, надзирательница в СИЗО
- Юрий Ваксман (†) — Фима Левантович, арестант-еврей
- Антон Эльдаров — Шулейман, молодой парень-заключённый
- Михаил Левченко (†) — «Бывалый», зэк
- Дмитрий Прокофьев — «Доверчивый», арестант
- Леонид Тимцуник — «Живописец», зэк
- Юрий Сысоев — «Короткий», зэк
- Вячеслав Лозицкий — начальник блока, майор
- Михаил Негин — арестант
- Василий Сергеев — Василий Кургенович Гурамов («Гурыч») (†), бандит
- Ноэль Андерсон — Бесланов («Бес») (†), бандит
- Наиль Идрисов — «Трёха», вор в законе
- Александр Катунов (†) — «Шатун», вор в законе
- Александр Катков — «Самосвал», вор в законе
- Алексей Дмитриев — «Плотник»
- Станислав Сальников — Яровой («Ярый»), вор в законе
- Олег Каменщиков — Лоза, зэк
- Евгений Шишонин — «Второй» (†), бандит
- Андрей Новопашин — Гоша-бегунок (†), вор в законе
- Дмитрий Зуев — таксист-мент
- Владимир Рузанов — оперативник
- Елена Цай — Юрико, возлюбленная Азова
- Владимир Горюшин — прокурор
- Игорь Гаспарян — Рубик, зэк
- Родион Демов — Гриша, сын Льва Акуленка
- Оксана Бондаренко — жена «Вулкана»
- Олег Жданов — главврач
- Олег Купчик — Федюня, зэк
- Сергей Наумов — малец
- Евгений Женихов — «Бульон», зэк
- Иван Чиров — «Секач»
- Дмитрий Лавров — «Тореро»
- Оксана Васильева — секретарь в следственном изоляторе
- Игорь Жуковский — телохранитель
- Николай Ханжаров — «Губа»
- Олег Радченко — «Сыч»
- Владимир Фролов — сержант милиции
- Людмила Шергина — врач-психиатр
- Йоэл Лехтонен — жених Сони
- Эдуард Арушанян — подручный Халифа (†), бандит
- Сергей Чекрыгин — брат Халифа (†), бандит
- Андрей Купфер — первый охранник Варшавского (†), брат-близнец
- Михаил Купфер — второй охранник Варшавского (†), брат-близнец
- Постановщики трюков: Александр Балабушевич, Юрий Сысоев

Каскадёры: Андрей Купфер, Михаил Купфер, Юрий Сысоев, Александр Соловьёв, Анатолий Филиппов, Александр Балабушевич, Орлан Монгуш, Борис Кощеев, Сергей Носуленко

## Оценки
Обозреватель газеты «Коммерсантъ» Арина Бородина в мае 2005 года отмечала следующее:
Российская же аудитория, в отличие от москвичей, на минувшей неделе активно смотрела лишь сериалы. Если брать все выходы программ за неделю, то в Топ-20 у российской аудитории среди приоритетов только сериалы. […] Причем все сериалы-лидеры выходят на канале «Россия». Вторую неделю подряд у зрителей страны самым популярным остаётся приключенческий сериал «Боец» (он лидирует и в столице). Все четыре серии стали самыми популярными проектами недели со средней долей аудитории более 40 % (рейтинг его стабильно растет). Немного уступает ему остросюжетный сериал «Наваждение» (он предшествует «Бойцу» и укрепляет динамику последнего), чья доля в среднем по стране более 35 %. Эти две премьеры даже несколько потеснили признанных лидеров последних месяцев «Кармелиту» и «Исцеление любовью», хотя доля аудитории этих более чем стосерийных фильмов по-прежнему в районе 40 %.
Кандидат культурологии, доцент кафедры «Философия, история и право» Уральского филиала Финансового университета при Правительстве Российской Федерации Е. В. Письменный, отметив, что «процесс кардинальной реинтерпретации мотивов тюремно воровской мифологии», суть которого заключается в «романтизации и героизации воровских обычаев и традиций, „кодекса чести“ преступного мира, его норм и правил поведения», происходит «посредством нескольких информационных каналов», к которым он относит «современный кинематограф, изобилующий фильмами и сериалами, в которых нередко положительную коннотацию приобретают герои криминального мира», указывает в качестве примеров таковых вора в законе по кличке «Крест» в фильме «Антикиллер», смотрящего прииска Фому в фильме «Консервы», а в сериале «Боец» — камерных авторитетов Гамида и Головню. Кроме того, Письменный подчёркивает, что «объектом героизации является не столько сама личность, сколько принадлежность данного человека к „воровскому закону“, то есть сам закон, средством репрезентации которого выступают конкретные киноперсонажи», указывая, что «в вышеперечисленных фильмах и сериалах присутствуют также персонажи, принадлежащие к криминальному миру, но получающие по замыслу режиссера негативную коннотацию как люди, нарушающие тюремно-воровские традиции (Метла в фильме „Антикиллер“, „Антикиллер 2“, Империал в сериале „Боец“)».
Кандидат юридических наук, доцент кафедры уголовного и уголовно-исполнительного права Самарского юридического института ФСИН России А. П. Ельчанинов  указывает, что «Телеэкраны и кинотеатры заполонили так называемые „криминальные драмы“, воспевающие криминальный мир, воровские законы, благородных бандитов и убийц. При большой рекламной поддержке на экраны вышли сериалы: „Бригада“, „Бумер“, „Антикиллер“, „Боец“, „Бандитский Петербург“ и др. В этих же фильмах кричаще выпячивалось бессилие закона, правоохранительных органов».